# Bonnybridge
Bonnybridge (in Scots: Bonniebrig; in gaelico scozzese: Drochaid a'Bhuinne) è una cittadina di circa 5.100-5.200 abitanti della Scozia centrale, facente parte dell'area di consiglio di Falkirk e situata lungo il corso del Bonny Water, affluente del fiume Carron.
La località è nota come la "capitale degli Ufo in Scozia" (v. la sezione "Storia").

## Geografia fisica
Bonnybridge si trova tra Cumbernauld e Denny (rispettivamente a nord-est della prima e a sud-est della seconda), a circa 3 miglia ad ovest di Falkirk.

## Storia
Il villaggio sorse attorno ad un ponte sul Bonny Water (da cui il nome). Si hanno notizie sulla località sin dal XVII secolo, quando era in funzione un mulino in loco; nel 1750, i mulini in funzione in zona divennero 5.
L'attuale città si sviluppò però soltanto nel XIX secolo, quando entrò in funzione un nuovo mulino.
Nel 1842, fu costruita a Bonnybridge una stazione ferroviaria, lungo una tratta della Edinburgh & Glasgow Railway.
Nel 1992, Bonnybridge balzò alle cronache, dopo che un motociclista che transitava nella zona aveva affermato di aver avvistato un Ufo. In seguito, i presunti avvistamenti ammontarono a circa 300 all'anno.

## Monumenti e luoghi d'interesse

### Architetture religiose
Principale edificio religioso di Bonnybridge è la chiesa di Sant'Elena, eretta nel 1877.

### Architetture civili
Tra i luoghi di maggiore interesse di Bonnybridge, figura inoltre il War Memorial Park, realizzato nel 1935.

### Siti archeologici
A sud-est del centro cittadino, si possono ammirare una parte del Vallo Antonino e i resti del Rough Castle Fort, il forte romano meglio conservatosi in Gran Bretagna.

## Società

### Evoluzione demografica
Al censimento del 2011, Bonnybridge contava una popolazione pari a 5.222 abitanti.
La località ha conosciuto un incremento demografico rispetto al 2001, quando contava 4.640 abitanti.